# Jean-Georges Ferry
Jean-Georges Ferry, né le 22 juin 1851 à Paris où il est mort le 15 juin 1926, est un peintre français.

## Biographie
Jean-Georges Ferry est le fils de Jean-Émile Ferry, éperonnier plaqueur, et de Léonie Augustine Courtois
. 
Élève d'Eugène-Ernest Hillemacher et d'Alexandre Cabanel, il concourt pour le prix de Rome en 1868 et 1872 et expose au Salon à partir de 1875.
Il épouse Marie Berthe Josephine Roux. 
Il meurt à son domicile parisien de la place de Breteuil à l'âge de 74 ans
. Il est inhumé le 18 juin au cimetière du Père-Lachaise.